# OmniFaces
OmniFaces es una biblioteca de utilidad del código abierto para el marco JavaServer Faces 2. Fue desarrollado utilizando el API de JSF, y su objetivo es hacer que JSF sea más fácil y ejemplos una u otra vez en los foros. Esta librería representa sencillamente una respuesta a problemas frecuentes que los desarrolladores encuentran al trabajar con JSF (p. ej. corrección de errores, obstáculos al desarrollo, características y utilidades faltantes, cuestiones comunes, etc.). Muchos de estos problemas fueron tomados de StackOverflow.
OmniFaces fue desarrollado por dos miembros del grupo de expertos de JSF (JSF EG), Bauke Scholtz (aka BalusC) y Arjan Tijms.
OmniFaces puede ser utilizado en ambas implementaciones de JSF, Mojarra y apache MyFaces, y está concebido para trabajar en cooperación con librerías JSF existentes, tales como PrimeFaces, RichFaces, OpenFaces, ICEfaces, MyFaces Trinidad, etc.

## Historia
El proyecto OmniFaces se inició el 1 de marzo de 2012, y la más reciente versión es OmniFaces 2.6 (distribuido a partir del 2 de febrero de 2017).